# 堀昌雄
堀 昌雄（ほり まさお、1916年12月7日 - 1997年8月29日）は、日本の政治家。元日本社会党衆議院議員。

## 人物
京都府京都市出身。旧制高知高等学校を経て大阪帝国大学医学部を卒業し、太平洋戦争では海軍軍医として作戦に参加した。戦後に、1942年2月のシンガポール華僑粛清事件について国会で発言している。日本医師連盟公認での衆院選出馬、落選を経て、1958年、第28回衆議院議員総選挙に旧兵庫2区から出馬して初当選し、以後11回当選した。社会党内では右派の系譜に属し、武藤山治、佐藤観樹と「堀グループ」を形成した。
西欧の社会民主主義を手本に、教条的なマルクス・レーニン主義からの変節を求めた。また、衆議院大蔵委員会の委員を長く務め、社会党きっての財政通として知られた。党政策審議会長、党副委員長などを歴任した。
1990年の衆院選は無所属で立候補し、11回目の当選を果たす。1993年の衆院選は出馬せず、政界引退した。
1997年8月29日、肺炎のため死去した。享年80。